# فرودگاه اینز دگا
فرودگاه اینز دگا (به انگلیسی: INS Dega) یک فرودگاه است که یک باند فرود آسفالت دارد و طول باند آن ۱۸۲۹ متر است. این فرودگاه در شهر ویساکاپاتنام کشور هند قرار دارد .